# 인플루엔자 범유행

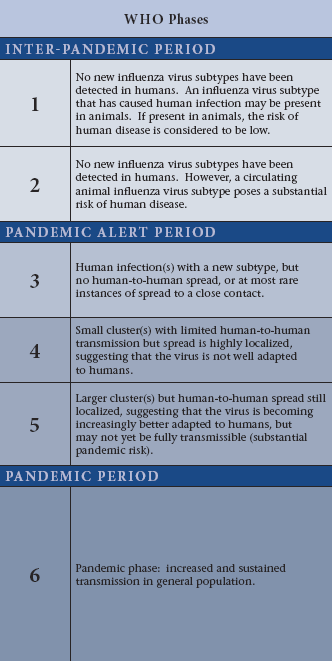
세계 보건 기구의 인플루엔자 경고 단계.

인플루엔자 범유행은 인플루엔자 바이러스가 세계적 규모로 전염되면서 세계 인구의 상당 규모가 감염되는 유행병이다.
인간 인플루엔자의 증상들은 2400년 전에 히포크라테스(Hippogrates)에 의해서 명확하게 기술되었다. 그 이후로 인플루엔자 바이러스는 많은 범유행을 초래해왔다. 인플루엔자에 대한 역사적 데이터를 해석하는 것은 어렵다. 왜냐하면 인플루엔자에 의한 증상이 디프테리아, 폐렴, 티푸스성 발열, 뎅기열, 또는 장티푸스 등과 같은 병들에 의한 것과 비슷하기 때문이다.

## 고대
그리스 의사이며 '의학의 아버지'라 불리는 히포크라테스는, BC 412년에 처음 독감을 설명했다.

## 20세기 이전
인플루엔자 범유행에 관한 신뢰 있는 첫 기록은 1580년에 있었고, 그 후 모든 독감 주기는 10-30년으로 찾아왔다. 이 유행은 러시아에서 일어났고 아프리카를 거쳐서 유럽으로 전파되었다. 로마에서는 8,000명 이상이 죽었고 스페인에 있는 대부분의 도시가 황폐화되었다. 인플루엔자 범유행은 17세기와 18세기에 걸쳐서 산발적으로 계속 일어났다. 특별히 1830-1833년에 있었던 범유행은 전 세계적으로 퍼졌고, 대략 노출된 인종들의 4분의 1정도가 감염되었다.
1889-1890년까지의 러시아 독감(H2N2)은 1889년 5월 우즈베키스탄의 부하라에서 처음 보고되었다. 10월에, 병은 톰스크와 카프카스에 도달했다. 이 병은 빠른 속도로 확산되어 1889년 12월에 북아메리카로 확산되고, 1890년 2-4월에 남아메리카, 1890년 2-3월에 인도, 1890년 3-4월에 호주로 확산되었다. 이것은 H2N8 독감 바이러스의 유형이었다. 이것은 매우 높은 감염률과 사망률을 보였다. 약 백만 명이 인플루엔자로 사망했다.

## 20세기
20세기 인플루엔자 범유행은 크게 세 가지가 꼽히며, 각각 1918년, 1957년, 1968년에 발생하였다.

### 1918년 스페인 플루 범유행
가장 유명하고 치명적이었던 범유행은 1918년 플루 범유행 혹은 스페인 독감 범유행이다 (인플루엔자 A형 H1N1 아형). 이 유행은 1918년에서 1919년까지 지속했다. 최초의 발견은 1918년 3월 초 미군이 캔자스의 포트 릴리에서 훈련 중 발견되었다. 1918년 10월, 이 병은 모든 대륙에 퍼져 세계적인 유행병이 되었고, 결국 세계 인구(당시 5억 명) 중 3분의 1이 감염되었다. 이례적이고 치명적인 병이었지만, 18개월 내에 사라져서 병은 빨리 사라졌다. 6개월 동안, 50만명이 사망하고, 일부 추정에서는 전 세계적으로 사망한 사람들은 두배 이상 된다는 주장도 있다. 17만명이 인도에서, 675만명이 미국에서 사망하고, 20만명이 영국에서 사망했다. 이 바이러스는 최근 미국 질병통제예방센터에서 알래스카의 영구 동토층에서 재발견되었다. H1N1 바이러스는 스페인 독감보다 작지만 유사한 형태를 가지고 있다.
얼마나 많은 사람들이 죽었는지는 알려져 있지 않다. 하지만 2천만에서 1억 명 정도가 죽었을 것으로 추산된다. 이 범유행은 “역사상 있었던 최대의 의학적 홀로코스트”로서 묘사된다. 그리고 이 범유행으로 흑사병으로 죽은 사람만큼의 사람들이 죽었을 수도 있다. 이 높은 사망률은 50퍼센트에 달하는 극단적으로 높은 감염률과 매우 높은 증상의 혹독함 때문이었고, 이들은 사이토카인 폭풍에 의한 것으로 의심되었다. 정말로, 1918년 플루의 증상은 너무 이상한 것이었고 초기에는 인플루엔자가 뎅기열, 콜레라, 티푸스 등으로 오진되기도 했다. 한 관찰자는 이렇게 썼다. “하나의 가장 두드러진 합병증은 코, 위, 장의 점막으로부터의 출혈이었다. 귀에서의 출혈과 피부에서의 점상 출혈도 또한 일어났다.” 죽은 사람들의 대부분은 인플루엔자에 의해 초래된 2차 감염에 의한 박테리아성 폐렴이었다. 하지만 바이러스 또한 대량의 출혈과 폐부종을 일으키며 사람들을 직접 죽음에 이르게 했다.
1918년의 플루 범유행은 (스페인 플루 범유행) 실제로 전지구적으로 일어났고, 북극과 태평양의 먼 섬들에도 퍼졌다. 매우 특이하고 심각한 질환이 감염된 사람들 중 2-20퍼센트를 죽였다. 이와는 다르게 일반적인 플루 유행에 의한 사망률은 0.1퍼센트였다. 또 하나의 이상한 스페인 플루의 특징은 많은 젊은 사람들을 죽게 했다는 것이다. 인플루엔자에 의한 죽음 중 99퍼센트는 65세 이하의 사람들에게서 발생했고, 그들 중 반 수 이상이 20에서 40세 사이의 젊은 사람들이었다. 이것은 매우 이상한 것이었는데 왜냐하면 보통의 인플루엔자는 매우 어린 유아나 (2세 이하) 매우 나이가 많은 (70세 이상) 사람들에게 치명적이었기 때문이다. 1918-1919 범유행의 최종적인 사망률은 알려져 있지 않다. 하지만 전 세계 인구 중 2.5~5퍼센트가 죽었을 것으로 계산된다. 2천 5백만의 사람들이 첫 25주 동안 죽었을 수도 있다. 이와는 대조적으로 HIV/AIDS는 25년 동안 2천 5백만의 사람들을 죽음에 이르게 했다. 1918년 스페인 독감 당시는 전 지구적으로 제1차 세계 대전이 진행되던 시기다. 또한, 이 시기에 많은 사람들의 죽음을 통해 당시는 항생제가 개발되지 않아서 상처를 통한 감염에도 수많은 사람이 제1차 세계 대전에서 죽었을것을 알 수 있다. 이 스페인 독감이 제1차 세계 대전에서 전사한 사람보다 더 많은 사람을 죽였다는 말이 있다

### 1957년 아시아 플루 범유행
이후 20세기 인플루엔자 범유행의 두 경우는 스페인 플루만큼 치명적이지 않았으나, 수 백만의 사람들을 죽였다. 1957년-1958년 아시아 플루( A형, H2N2 종)는 미국에서 7만명의 사망자를 발생시켰다. 첫 번째 발견이 1957년 2월 말에 중국에서 되어, 1957년 6월에는 미국으로 퍼졌다. 전 세계적으로 2백만명이 사망했다.

### 1968년 홍콩 플루 범유행
1968년-1969년 홍콩 플루(A형, H3N2)는 미국에서 34,000명의 사망자를 발생시켰다. 이 바이러스는 1968년 초에 홍콩에서 발견되어, 그해 말에 미국으로 확산되었다. 1968-69년까지 전 세계적으로 1백만여명이 사망했다. 인플루엔자 A(H3N2)는 오늘날에도 지속되고 있다.
심지어 2015년에는 바이러스 변종이 퍼져 치사율이 일시적으로 70%에 이를것으로 예상된바 있었다. 이는 스페인 독감보다 더 높은 치사율을 가지고 있다고 여겨졌다.

## 1970년대 이후
최근의 범유행에서는 항생제 또는 항바이러스제가 2차 감염을 치료하는 데에 이용가능하고, 이것은 1918년의 스페인 플루와 비교해서 사망률을 줄이는 데에 도움을 줄 수도 있다.